# Aphlebocoris
Aphlebocoris is een geslacht van wantsen uit de familie van de Naucoridae (Zwemwantsen). Het geslacht werd voor het eerst wetenschappelijk beschreven door Handlirsch in 1906.

## Soorten
Het genus bevat de volgende soorten:

- Aphlebocoris nana Handlirsch, 1906
- Aphlebocoris punctata Handlirsch, 1921